# 小行星9037
小行星9037（英語：9037）是一颗围绕太阳公转的小行星。1990年10月20日，杉江淳在Dynic发现了此天体。
这颗小行星的绝对星等为224.65191等。